# پارک ملی میسالن
پارک ملی میسالن (به لاتین: Møysalen National Park) یک پارک ملی در نروژ است که در Lødingen واقع شده‌است.

## جغرافیا
این پارک در سال ۲۰۰۳ برای حفظ چشم‌انداز کوهستانی منطقه تأسیس شد. بلندترین نقطه این منطقه کوهی به ارتفاع ۱٬۲۶۲ متر است.

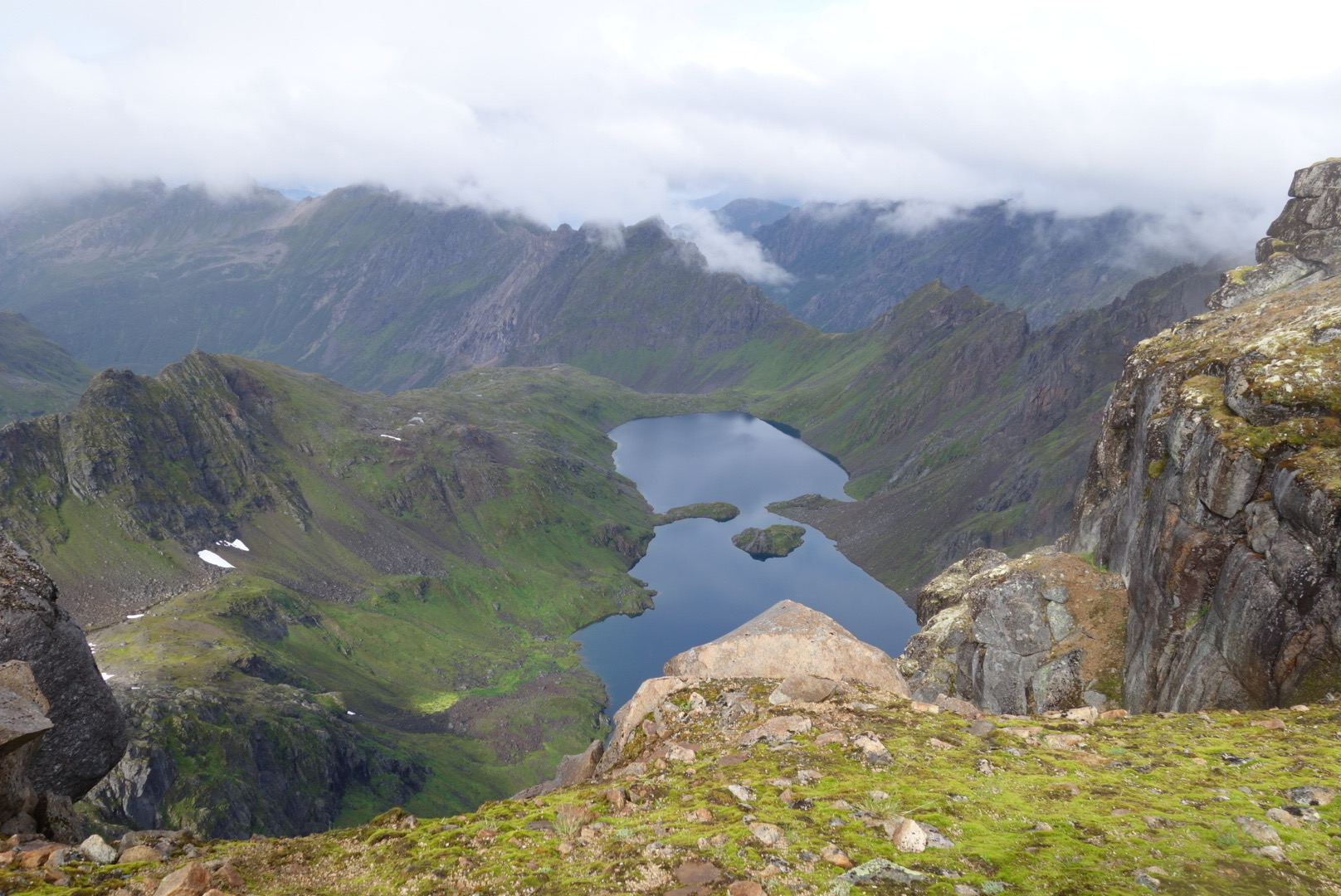
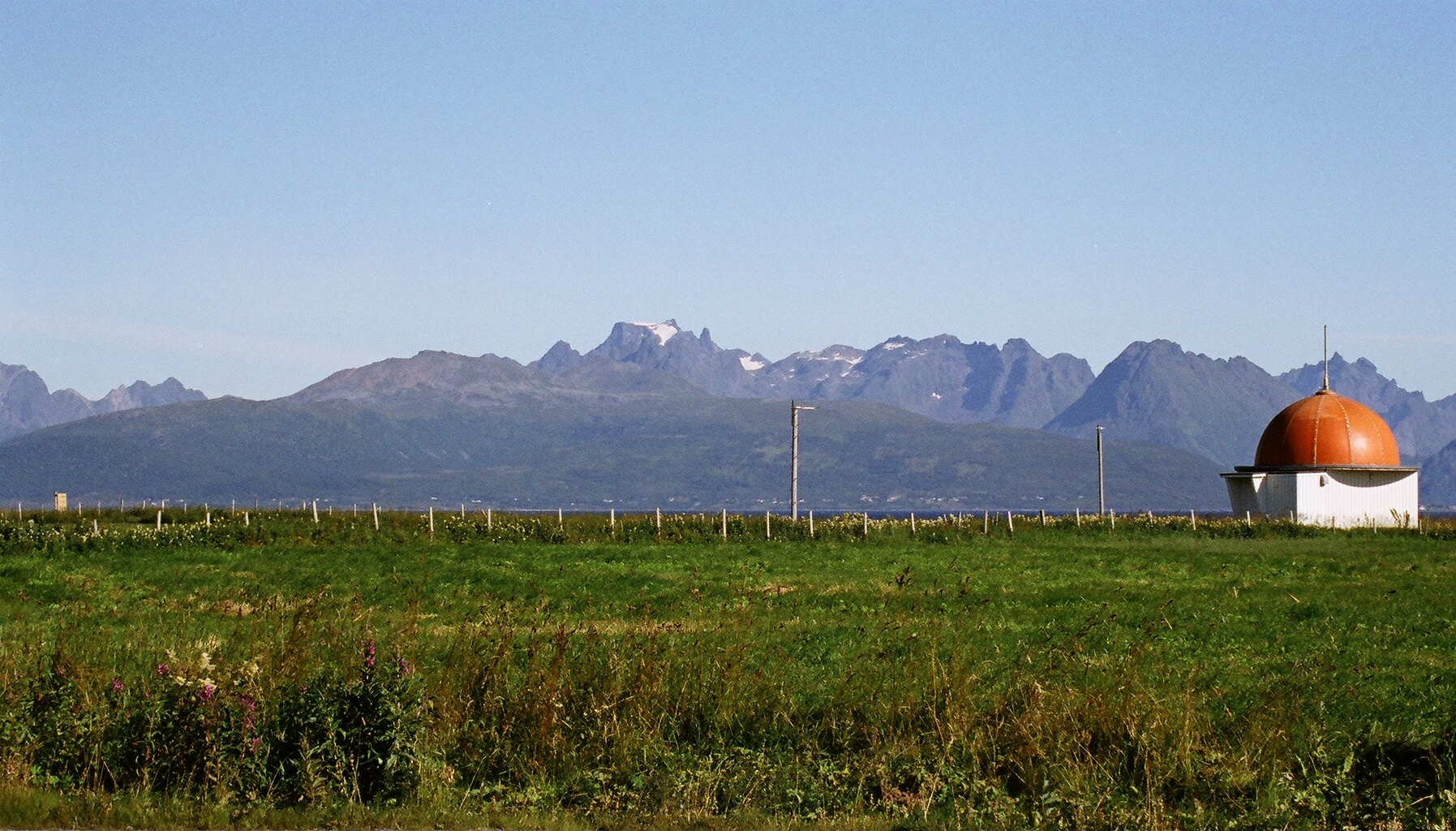
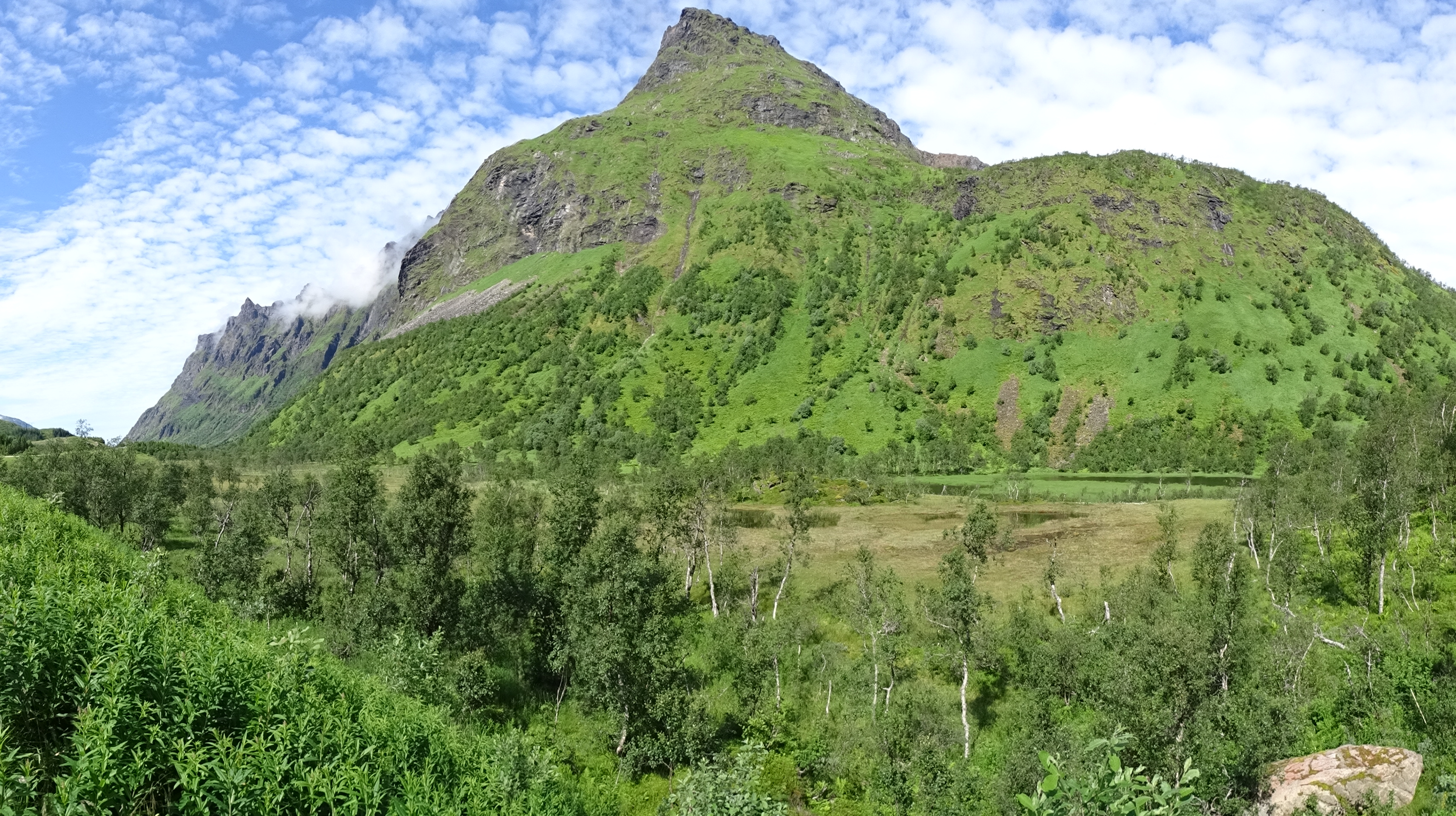